# 明治天皇紀
明治天皇紀（めいじてんのうき）は、宮内省が勅旨を奉じて編修した明治天皇の伝記（実録）である。明治天皇や明治時代の歴史を研究するための基本文献として活用されている。

## 沿革
1914年（大正3年）11月30日、天皇の命令により、明治天皇紀を編修するため宮内省に臨時編修局（のち臨時帝室編修局に改称）を置く。当初の体制は、総裁が土方久元、副総裁が金子堅太郎、編修長が股野琢である。股野編修長は、近代の史学を殆ど知らない官僚出身の漢学者であり、天皇の言行を記録する程度の意識しかなかったという。1915年（大正4年）制定の編修要綱では、天皇紀は明治天皇の言行録を編纂するものであって国史を編纂するものではない、と定められる。
この方針に反対する金子副総裁は1918年（大正7年）に土方総裁に意見書を提出し、 天皇は国を以て家とするため、天皇紀は天皇の伝記であるとともに治世中の大小の出来事を記録する国史でなければならないという自説を主張する。 同年、土方総裁が死去し、後を継いだ田中光顕が翌年辞職すると、総裁欠員のまま金子副総裁が特命により総裁職を摂行する（1922年（大正11年）に正式な総裁に昇格）。金子は自説の通りに編修方針を転換するように図り、1920年（大正9年）に天皇の裁可を得て、明治天皇紀編修綱領を定め、明治時代を叙述する国史として明治天皇紀を編修する方針を固める。
1921年（大正10年）、股野に代わり竹越与三郎が編修官長に就任する。 竹越は、リベラルな文明史家として有名で、西園寺公望のブレインでもあった。西園寺が臨時帝室編修局の顧問であった関係で、その推薦により編修官長に就任したという。竹越編修官長は、明治天皇紀を世界史の観点から編修することを目指すが、スケールが大きすぎて完成の目処が立たず、早期完成を求める金子総裁と衝突して1926年（大正15年）に辞任する。
竹越の後を継いで編修官長に就任した東京帝国大学名誉教授三上参次は、史料編纂掛の発展に尽力した実証的な歴史学者であり、編修官長就任前から昭和天皇に対して明治天皇の事績を進講し、宮中で高く評価されていた。三上編修官長は、記述の範囲を縮小し背景的記述を簡略にして、出来るだけ速成することを方針に定める。史料の採集を進め、1930年（昭和5年）頃から本格的に執筆を始める。1933年（昭和8年）9月30日、完成した本紀250巻と画巻1巻を昭和天皇に奉呈し、業務を終えた臨時帝室編修局を廃止する。
その後およそ1年間の残務整理を経て、 1934年（昭和9年）7月、明治天皇紀を縮約公刊するための公刊明治天皇御紀編修委員会を宮内省内に置く。公刊用の稿本は1939年（昭和14年）に大体完成し、 編修委員会も編修長以下の職制を廃止して事実上休眠するが、この時の稿本は未だ刊行されていない。
その後、明治天皇紀は長らく刊行されなかったが、政府の明治百年記念事業の一環として刊行されることになり、1968年（昭和43年）から1977年（昭和52年）にかけて全12巻と索引が刊行される。これは、かつて準備された公刊明治天皇御紀とは別物であり、昭和天皇に奉呈した本紀250巻をもとに宮内庁が校訂したものである。附図は2012年（平成24年）の明治天皇百年祭を機に刊行される。

### 庁舎
1919年9月6日、臨時帝室編修局庁舎を東京市麹町区永田町二丁目20番地に移転。

## 竹越編修官長辞任の要因
二代目編修官長の竹越が辞任した要因について、 渡辺幾治郎編修官は後に「全く総裁金子堅太郎の拘束が甚しく、かれが世界的の明治天皇を世界史的立場から描かんとした抱負を理解せず、煩細の束縛を加えた結果であった」と回想している。
また、竹越の次男によると、竹越が辞任した経緯は次のようであったという 。金子総裁は高齢であったので自分の存命中に明治天皇紀を完成させ、その栄誉を以って伯爵に昇叙されることを期待した。竹越に対しては、完成の暁に竹越を男爵に推薦してやると言って早期完成を促した。このことが竹越を痛く憤激させた。西園寺公望は「金子は高齢であるから、先が長くないので、いま暫く辛抱したらよいではないか」と言って竹越を慰留したが、竹越は編修官長を辞任した。
竹越の後を継いだ三上編修官長は、自分が編修官長になったのは「ある家に後妻に来たようなもの」であり、「その家はかなり複雑」で、金子総裁は「相当に喧しい姑婆さん」であったという。

## 編修の様子
1928年（昭和3年）に編修官補になった深谷博治は 、編修の様子を回顧して次のように語っている。実際に初稿を執筆するのは編修官か編修官補であり、大体は編集官補が書いて編修官が修正する。原稿は三上編修官長を経て金子総裁に上げる。三上編修官長や金子総裁が直しを入れることもあり、その直しが編修官の意見と合わないときは議論して最終決定する。
金子総裁は「私心の強い人」であり、自分が関係した事を非常に詳しく書かないと満足しない。編修官の渡辺幾治郎は金子総裁に向かって「閣下が関係されたところだけくわしく書いては変じゃないですか」とずけずけ言う。金子総裁は渡辺編修官の部下の深谷編修官補を呼び出して「渡辺が書かんから、おまえ書け」と命じる。こういうこともあって渡辺編修官は金子総裁に「にらまれた」という。

## 昭和天皇の見解
1933年（昭和8年）8月2日、金子総裁が明治天皇紀の編修終了につき昭和天皇に奏上した。その際、日清戦争や日露戦争が起こる前まで明治天皇が開戦にあまり賛成でなく平和的解決を強く望んでいたという記述について、「こういうことを今日御年代記に書くことは面白くございませんから」という理由で、一般に頒布する公刊本に書くのをやめたいと奏上した。 この当時は、二年前に陸軍が満州事変を起こし、その結果この年に国際連盟を脱退するなど、周辺国との軍事的緊張が高まった非常時であった。
金子総裁が内奏を終えた後、昭和天皇は鈴木貫太郎侍従長を呼び、「金子が今日省こうと言っている、明治天皇が戦争になることをお好みにならず平和裡に解決したいという思し召しこそ、天皇の平和愛好の御精神が現われていて、これこそ後世に伝うべきであり、むしろ御年代記の中に特に書き入れた方がいいんじゃないかと思う」と漏らした。のちに組織された公刊明治天皇御紀編修委員会は、委員長に宮内大臣を充て、金子を委員から外した。同委員会は公刊用の稿本をほぼ完成したが、結局公刊しなかったため、当該記述の扱いは不明である。戦後公刊された明治天皇紀では当該記述が残されている。

## 書誌
- 『明治天皇紀』宮内庁編、全13冊、吉川弘文館、1968年～1977年
  - 第1（嘉永5〜明治元年）ISBN 4642035214
  - 第2（明治2〜5年）ISBN 4642035222
  - 第3（明治6〜9年）ISBN 4642035230
  - 第4（明治10〜12年）ISBN 4642035249
  - 第5（明治13〜15年）ISBN 4642035257
  - 第6（明治16〜20年）ISBN 4642035265
  - 第7（明治21〜24年）ISBN 4642035273
  - 第8（明治25〜28年）ISBN 4642035281
  - 第9（明治29〜33年）ISBN 464203529X
  - 第10（明治34〜37年）ISBN 4642035303
  - 第11（明治38〜40年）ISBN 4642035311
  - 第12（明治41〜45年）ISBN 464203532X
  - 索引 ISBN 4642035338
- 『明治天皇紀附圖』 明治神宮監修、吉川弘文館、2012年、ISBN 978-4-642-03814-0
  - 『明治天皇とその時代 「明治天皇紀附図」を読む』 五姓田芳柳画、明治神宮監修、米田雄介編、吉川弘文館、2012年、ISBN 4642080791
- 『臨時帝室編修局史料「明治天皇紀」談話記録集成』 堀口修 監修・編・解説、全9冊、ゆまに書房、2003年。ISBN 4-8433-0901-X (set)

## 参考
- 岩壁義光「明治天皇紀編纂と史料公開・保存 (大学・編纂・文書館 : 広島大学文書館設立準備企画公開プレ・シンポジウムの記録)」、『広島大学史紀要』6、2004年
- 高橋勝浩「三上参次の進講と昭和天皇 ― 明治天皇の聖徳をめぐって ― 」『明治聖徳記念学会紀要』復刊第15号、1995年8月
- 堀和孝「竹越与三郎と『明治天皇紀』編修事業―稿本『明治天皇紀』の分析―」、 同志社法學會『同志社法學』59(2)、2007年7月
- 堀口修「『明治天皇紀』編修と金子堅太郎」、日本歴史学会『日本歴史』第661号、2003年6月
- 堀口修「『明治天皇紀』編修と近現代の歴史学」、『明治聖徳記念学会紀要』復刊第43号、2006年11月
- 堀口修「『明治天皇紀』編修をめぐる宮内省臨時編修局総裁人事問題と末松謙澄」 『明治聖徳記念学会紀要』復刊第45号、2008年11月
- 堀口修「『公刊明治天皇御紀』の編修について--特に編纂長三上参次の時期を中心として(上) 」 、大倉精神文化研究所『大倉山論集』54、2008年3月
- 堀口修「『公刊明治天皇御紀』の編修について--特に編纂長三上参次の時期を中心として(下) 」 大倉精神文化研究所『大倉山論集』55、2009年3月
- 堀口修「『明治天皇紀』の叙述をめぐる問題についてー日清戦争開戦時の宣戦奉告問題を事例としてー」 『明治聖徳記念学会紀要』復刊第47号、2010年11月
- 渡辺幾治郎「明治天皇紀編修二十年」、『明治史研究』、1934年
- 真辺美佐「史料解読 『明治天皇紀』の読み方指南」『歴史読本』特集明治天皇100年目の実像、2012年12月、pp.154-160
- 三上参次「明治天皇御紀の編纂に就いて」『歴史研究』第8巻第11号、1934年2月